# Tutti quanti voglion fare yoga
Tutti quanti voglion fare yoga è il primo singolo degli Oblivion, pubblicato il 27 settembre 2012 in download digitale e successivamente corredato di un videoclip, che si presenta come "interattivo".

## La canzone
Tutti quanti voglion fare yoga si presenta come una musica Bollywoodiana, in essa viene cantata ironicamente la pratica dello yoga come soluzione allo stress e ai problemi della vita moderna, invitando a seguire un corso o quantomeno, visto il costo elevato, a frequentare almeno la lezione prova.
La canzone contenuta nel singolo era presente nella scaletta dello spettacolo Oblivion Show 2.0: Il sussidiario fin dal 2011, tuttavia la versione live, sebbene identica per quanto riguarda l'arrangiamento, era più breve, in quanto non conteneva la parte corale con parole in finta lingua indiana, presentava alcune piccole differenze di testo e non vi era alcun parlato durante l'introduzione.

## Video musicale
Il videoclip ufficiale del singolo è stato pubblicato il 17 ottobre 2012 sul canale YouTube del gruppo. Protagonista del video è Luciano Manzalini, che precedentemente aveva già collaborato col gruppo. Egli, entrato in un inquietante ristorante indiano, comincia a farsi servire quando da un televisore viene annunciato il brano degli Oblivion. Il protagonista comincia a sentirsi male a causa della musica e del cibo e presto si accorgerà che tutto il locale è pervaso dagli Oblivion e dalla loro canzone.
Durante il video si può notare la coreografia della canzone, la stessa che viene eseguita sul palco teatrale.
La grande particolarità del video è quella di presentarsi come video interattivo: gli ascoltatori vengono infatti esplicitamente incitati a registrare loro stessi per poi inserirsi negli spazi appositamente lasciati nel montaggio del video.
Tutti i video completati con i montaggi dei fan vengono poi pubblicati in una sezione del sito ufficiale del gruppo.

## Tracce
1. Tutti quanti voglion fare yoga – 4:35
2. Tutti quanti voglion fare yoga (Radio Edit) – 3:45
3. Tutti quanti voglion fare yoga (Base Radio Edit) – 3:45

## Formazione
Come negli altri brani del gruppo, i 5 cantanti si ripartiscono le parti vocali principali.
- Fabio Vagnarelli - voce principale (nelle strofe), cori
- Francesca Folloni - voce principale (nei ritornelli), cori
- Graziana Borciani - voce secondaria, cori
- Lorenzo Scuda - cori, voce parlata
- Davide Calabrese - cori, voce parlata